# Martins Pena
Luís Carlos Martins Pena (Rio de Janeiro, 5 de novembro de 1815 — Lisboa, 7 de dezembro de 1848) foi dramaturgo, diplomata e introdutor da comédia de costumes no Brasil, tendo sido considerado o Molière brasileiro.
Sua obra caracterizou pioneiramente, com ironia e humor, as graças e desventuras da sociedade brasileira e de suas instituições. É patrono da cadeira 29 na Academia Brasileira de Letras.

## Vida
Filho de João Martins Pena e Ana Francisca de Paula Julieta Pena, pessoas de poucas posses. Com um ano de idade, tornou-se órfão de pai; aos dez anos, de mãe. Seu padrasto, Antônio Maria da Silva Torres, deixou-o a cargo de tutores e, por destinação destes, ingressou na vida comercial, concluindo o curso de Comércio aos vinte anos, em 1835. Depois, acredita-se que ele tenha frequentado a Biblioteca Nacional e a Academia Imperial das Belas Artes, embora não existam registros de matrícula oficial nos cursos de Belas Artes; simultaneamente, estudava línguas, história, literatura e teatro. Em 4 de outubro de 1838, foi representada, pela primeira vez, uma peça sua, O juiz de paz da roça, no Teatro de São Pedro de Alcântara, pela célebre companhia teatral de João Caetano (1808-1863), o mais famoso ator e encenador da época. No mesmo ano, entrou para o Ministério dos Negócios Estrangeiros, onde exerceu cargos diversos, tais como amanuense da Secretaria dos Negócios Estrangeiros, em 1843, e adido à Legação do Brasil em Londres, Inglaterra, em 1847. Durante todo este período, contribuiu para a literatura brasileira com cerca de trinta peças, das quais aproximadamente vinte sendo comédias, o que o tornou fundador do gênero da comédia de costumes no Brasil, e as restantes constituindo farsas e dramas. Também, de agosto de 1846 a novembro 1847, fez críticas teatrais como folhetinista do Jornal do Commercio. Em Londres, foi apresentado à Rainha Vitória e ao Príncipe Alberto em 17 de maio de 1848. Porém, alguns meses depois, adoeceu severamente e, em trânsito para o Brasil, veio a falecer em Lisboa, Portugal, com apenas 33 anos de idade, em 7 de dezembro de 1848.

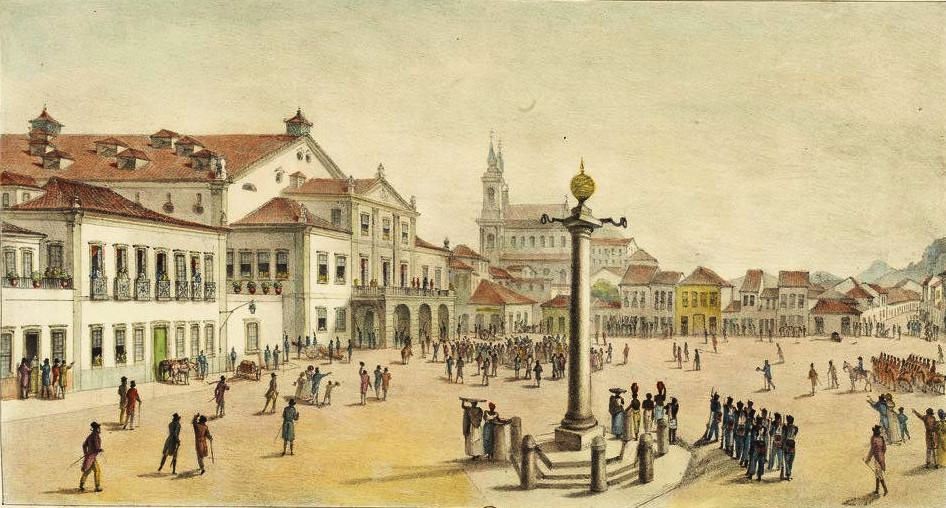
Vista do Teatro Real de São João, atual João Caetano, palco de inúmeras peças de Martins Pena. Pintura de Jean Baptiste Debret (cerca de 1834).

Em sua obra ele debruçou-se sobre a vida do Rio de Janeiro da primeira metade do século XIX e explorou, sobretudo, o povo comum da roça e das cidades. Com a ajuda de sua singular veia cômica, encontrou um ambiente receptivo que favoreceu a sua popularidade. Construiu uma galeria de tipos que constitui um retrato realista do Brasil da época e compreende funcionários públicos, meirinhos, juízes, malandros, matutos, estrangeiros, falsos cultos e profissionais da intriga social. Suas histórias giram em torno de casos de família, casamentos, heranças, dotes, dívidas e festas da roça e das cidades.
Após sua morte, ainda vieram a público algumas de suas peças, como "O noviço" (1853) e "Os dois ou O inglês maquinista" (1871). Sua produção foi reunida em Comédias (1898), editado pela Editora Garnier, e em Teatro de Martins Pena (1965), 2 volumes, editado pelo Instituto Nacional do Livro. Folhetins - A semana lírica (1965), editado pelo então Ministério da Educação e Cultura e pelo Instituto Nacional do Livro, abrange a colaboração do autor no Jornal do Commercio (1846-1847).
Martins Pena deu ao teatro brasileiro cunho nacional, influenciando, em especial, Artur Azevedo. Sobre sua obra, escreveu o crítico e ensaísta Sílvio Romero (1851-1914): "...se se perdessem todas as leis, escritos, memórias da história brasileira dos primeiros 50 anos desse século XIX, que está a findar, e nos ficassem somente as comédias de Martins Pena, era possível reconstruir por elas a fisionomia moral de toda esta época".
Uma das principais salas do Teatro Nacional Cláudio Santoro, em Brasília, leva seu nome.

## Obra
Sua obra reúne quase 30 peças, dentre comédias, sátiras, farsas e dramas. Destacou-se especialmente por suas comédias, nas quais imprimiu caráter brasileiro, fundando o gênero da comédia de costumes no Brasil, mas foi criticado pela baixa qualidade de seus dramas. No geral, produziu peças curtas e superficiais, contidas em um único ato, apenas esboçando a natureza das personagens e criando tramas, por vezes, com pouca verossimilhança e coerência. Ainda assim, construiu muitas passagens de grande vivacidade e situações surpreendentes e é constantemente elogiado pela espontaneidade dos diálogos e pela perspicácia no registro dos costumes brasileiros, mesmo que quase sempre satirizados.
Estes aspectos da obra de Martins Pena se devem às característica do teatro da época. Quase sempre, após a representação de um drama, era encenada uma farsa, cuja função era aliviar a plateia das emoções causadas pela primeira apresentação. Na maioria das vezes, essas peças eram de origem estrangeira (comumente portuguesa). Martins Pena, então, percebeu que poderia dar ao teatro uma natureza mais brasileira a partir de tipos, situações e costumes, tanto rurais quanto urbanos, facilmente identificáveis pelo público do Rio de Janeiro. Às cenas rurais, reservou a comicidade e o humor, explorados por meio dos hábitos rústicos e maneiras broncas da curiosa gente rural, quase sempre pessoas ingênuas e de boa índole. Já às cenas urbanas, reservou a sátira e a ironia, compondo tipos maliciosos e escolhendo temas que representavam muitos dos problemas da época, como o casamento por interesse, a carestia, a exploração do sentimento religioso, a desonestidade dos comerciantes, a corrupção das autoridades públicas, o contrabando de escravos, a exploração do país por estrangeiros e o autoritarismo patriarcal, manifesto tanto na escolha de profissão para os filhos quanto de marido para as filhas. Apesar disso, nada foi tratado do ponto de vista trágico e nunca um desfecho era funesto; pelo contrário, dada a finalidade destas comédias, que era a de opor-se aos dramas, a trama comum consiste na apresentação dos problemas, na resolução cômica dos empecilhos e no surgimento, muitas vezes com casamento ou namoro sério, de um final feliz.

## Obras principais[5][6]

### Comédias
- O Juiz de Paz na Roça, comédia em 1 ato (escrita em 1837, representada pela primeira vez em 4 de outubro de 1838 e publicada em 1842)
- Um Sertanejo na Corte (incompleta, escrita entre 1836 e 1838)
- A família e a festa da roça, comédia em 1 ato (escrito em 1837, em 1 de setembro de 1840 foi a primeira representação e a publicação foi em 1842)
- O judas em sábado de aleluia, comédia em 1 ato (escrito em 1844, primeira representação em 7 de abril de 1844 e publicada em 1846)
- O namorador ou A noite de São João, comédia em 1 ato (escrita em 1844, representada em 13 de março de 1845)
- Os três médicos (escrita em 1844, representada em 3 de junho de 1845)
- A barriga do meu tio (escrita em 1846 e representada em 17 de dezembro de 1846)
- Os ciúmes de um pedestre ou O terrível capitão do mato (escrita em 1845, representada em 5 de julho de 1846)
- O Diletante (escrita em 1844, representada em 25 de fevereiro de 1845 e publicada em 1846)
- O Cigano (escrita em 1845, representada em 15 de julho de 1845)
- Os meirinhos (escrita em 1845, representada em 14 de fevereiro de 1846)
- Um segredo de estado (escrita provavelmente em 1846 e representada em 29 de julho de 1846)
- O caixeiro da taverna (escrita em 1845, representada em 18 de novembro de 1845, publicada em 1847)
- Os irmãos das almas (escrita em 1844, representada em 17 de novembro de 1844 e publicada em 1846)
- As Casadas Solteiras (escrita em 1845, representada em 18 de novembro de 1845)
- As Desgraças de uma Criança (escrita em 1845, representada em 10 de maio de 1846)
- Quem casa, quer casa, provérbio em 1 ato (escrita em 1845, representada em 5 de dezembro de 1845, publicada em 1847)
- O noviço, comédia em 3 atos (escrita em 1845, representada em 10 de agosto de 1845, publicada em 1853)
- O Usurário (escrita em 1846)
- Os dois ou O inglês maquinista (escrita provavelmente em 1842, representada pela primeira vez em 28 de janeiro de 1845 e publicada em 1871)
- O Jogo de Prendas, não foi representada, nem publicada.

### Dramas
- D. João de Lira ou O Repto (escrita em 1838)
- Itaminda ou O guerreiro de Tupã (escrita provavelmente em 1839)
- D. Leonor Teles (escrita em 1839)
- Vitiza ou O nero de Espanha (escrita em 1840/1841, representada em 21 de setembro de 1845)
- Fernando ou O Cinto Acusador (escrita provavelmente em 1839)

### Antologias
- Comédias. Rio de Janeiro: Garnier, 1898.
- Teatro de Martins Pena. 2 volumes. Rio de Janeiro: Instituto Nacional do Livro, 1965.
- Folhetins - A semana lírica. Rio de Janeiro: Ministério da Educação e Cultura e Instituto Nacional do Livro, 1965. 387 p., 24 cm. Coletânea de críticas do autor referentes aos espetáculos líricos da corte (agosto de 1846 a outubro de 1847).
- O noviço/O juiz de paz na roça/Quem casa quer casa. São Paulo: Martin Claret, 2006 (Direito autoral, impressão). 112 p., 18 cm. (Coleção A Obra-Prima de Cada Autor, 29)
- Comédias. 3 vols. São Paulo: Martins Fontes, 2007. (Coleção Dramaturgos do Brasil)

## Academia Brasileira de Letras
Martins Pena é o patrono da cadeira 29 da Academia Brasileira de Letras, por escolha de um dos fundadores desta academia, o teatrólogo Artur de Azevedo.